# Attentat von Pont-sur-Seine
Das Attentat von Pont-sur-Seine war ein Bombenanschlag auf den damaligen französischen Staatspräsidenten Charles de Gaulle. Es wurde am Abend des 8. September 1961 in der Nähe von Pont-sur-Seine im Département Aube an der Route nationale 19 verübt. De Gaulle blieb unverletzt; auch sonst gab es keine Opfer. Die sechs Attentäter wurden gefasst und zu hohen Gefängnisstrafen verurteilt.

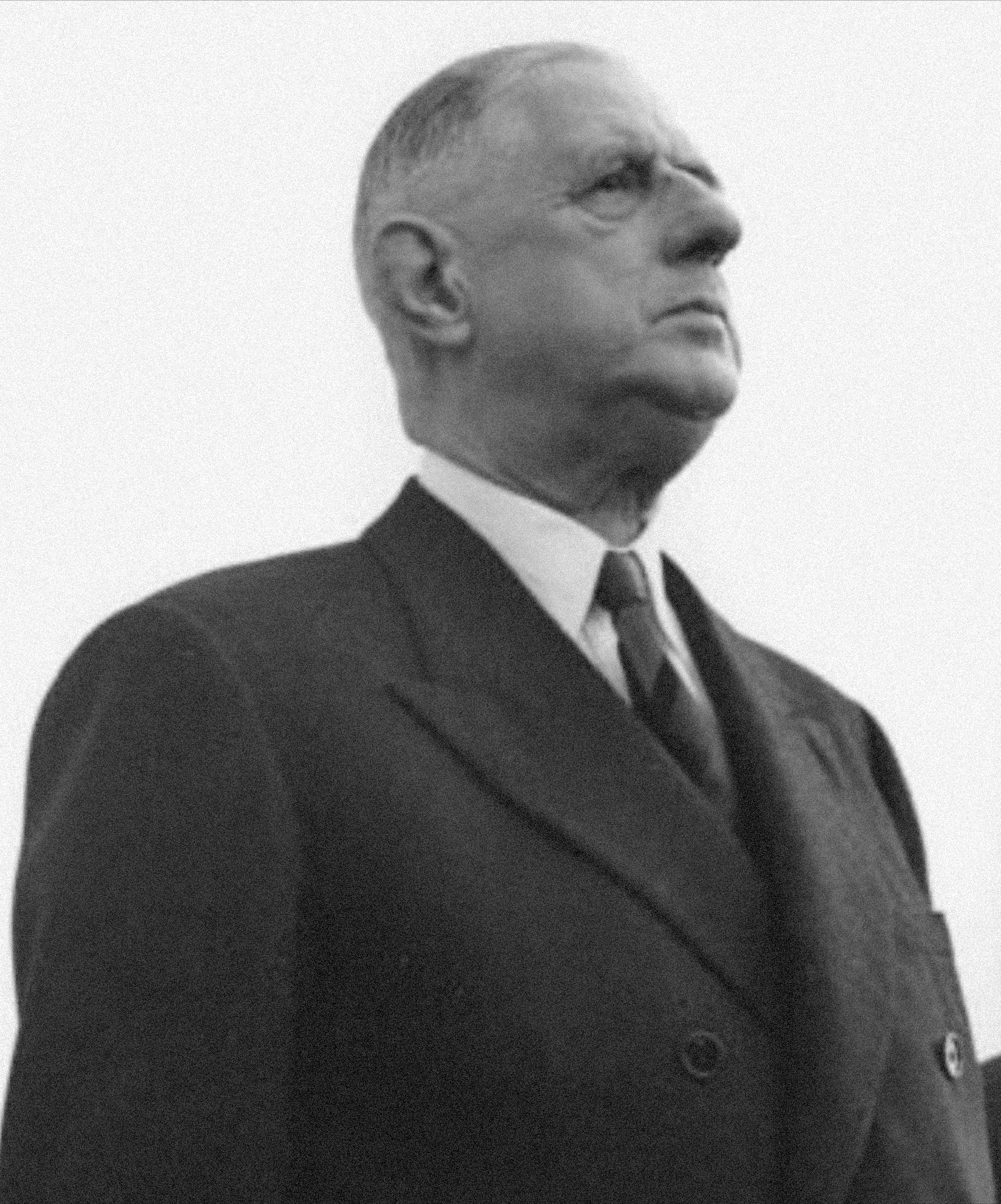
Charles de Gaulle, 1961

## Tathergang
Am Spätnachmittag des 8. September 1961 brach de Gaulle in Begleitung seiner Ehefrau Yvonne mit einem aus mehreren Limousinen vom Typ Citroën DS bestehenden Konvoi von Paris zu seinem Landwohnsitz in Colombey-les-Deux-Églises (ca. 250 km östlich der Hauptstadt) auf.
Nach dem Durchqueren der Ortschaft Pont-sur-Seine explodierte gegen 21:45 Uhr am Rand der Landstraße eine in einem Sandhaufen versteckte ferngezündete Sprengladung mit einer hohen Stichflamme in dem Moment, als das erste der Autos – jenes, in dem de Gaulle und seine Gattin saßen – die Stelle passierte.
Niemand kam zu Schaden und alle Fahrzeuge konnten ihre Fahrt fortsetzen. Es handelte sich um das erste Attentat auf Charles de Gaulle.

## Ergreifung der Täter
Noch am Abend der Tat wurde einer der Attentäter, Martial de Villemandy, in Pont-sur-Seine festgenommen. In der Folge konnten alle fünf weiteren an dem Anschlag beteiligten Personen identifiziert und bis auf einen ergriffen werden. Die Verhafteten waren Henry Manoury, der sich als Anführer der Gruppe bezeichnete, Armand Belvisi, Bernard Barance und Jean-Marc Rouvière. Sie waren zwischen 24 und 34 Jahre alt. Alle Festgenommenen arbeiteten im Großraum Paris als Vertreter für Autoversicherungen und hatten zuvor am Algerienkrieg teilgenommen.
Ein sechster Beschuldigter, Dominique Cabanne de la Prade, konnte zunächst nicht gefasst werden. Der ehemalige Fluglotse am Flughafen Paris-Orly hatte sich nach Belgien abgesetzt, wurde dort im Dezember 1962 wegen Landstreicherei festgenommen und schließlich im April 1964 an Frankreich ausgeliefert. Die belgische Botschaft in Paris hatte zuvor Drohungen von einer Organisation namens Front d’action nationaliste français erhalten für den Fall, dass Belgien den „französischen Patrioten“ ausliefern sollte. Am 26. März 1964 wurde schließlich ein Bombenanschlag auf die Botschaft verübt. Die französische Polizei erschoss wenige Tage später, am 2. April 1964, den der Tat verdächtigen OAS-Angehörigen Alain Mouzon bei dem Versuch, ihn festzunehmen.

## Prozess
Der Prozess der Attentäter fand vom 28. August bis zum 8. September 1962 am Geschworenengericht (Cour d’assises) in Troyes, dem Hauptort des Départements Aube, statt. Die Angeklagten erklärten, der Untergrundorganisation Organisation de l’armée secrète (OAS) anzugehören. Bei dem Anschlag hätten sie es, so die Beschuldigten, jedoch nicht auf das Leben des Staatspräsidenten abgesehen. Sie hätten lediglich seinen legendären Ruf beschädigen und zeigen wollen, dass er nicht unverwundbar sei.
Dem standen Ergebnisse der polizeilichen Ermittlungen entgegen, die gezeigt hatten, dass der zur Detonation gelangte Sprengstoff nur etwa ein Zehntel der gesamten versteckten Ladung ausgemacht hatte. Insgesamt hatte es sich demnach bei dieser um etwa 40 kg Plastiksprengstoff und Zellulosenitrat gehandelt, von denen ein Großteil durch Feuchtigkeit nicht zur Explosion gekommen sei. Wäre die gesamte Sprengladung detoniert, so hätte sich laut Anklage zudem ein in der Nähe aufgefundener Behälter mit Napalm entzündet. Es handelte sich demzufolge sehr wohl um einen Mordanschlag.
Die Verteidigung unter der Leitung von Jean-Louis Tixier-Vignancour vertrat die These, dass hinter dem ganzen Attentat in Wahrheit das französische Innenministerium und die Geheimdienste gestanden hätten und die Attentäter von diesen manipuliert worden seien. Das Ziel dieser Aktion sei laut den Anwälten gewesen, de Gaulle von der Gefährlichkeit der OAS zu überzeugen.
Auch die Anhörung einiger der von der Verteidigung inkriminierten Personen in Ministerium und Geheimdiensten vor Gericht konnte letztlich keine Klarheit schaffen und weder die OAS-Spitze noch irgendwelche Behörden zweifelsfrei als Auftraggeber des Attentats identifizieren.
Die Angeklagten wurden zu Freiheitsstrafen zwischen zehn Jahren und lebenslänglich verurteilt.

## Drahtzieher
Nicht identifiziert werden konnte von der Polizei der Auftraggeber und Organisator des Anschlags, von dem die Ermittlungen nur ergaben, dass er den Ausführenden gegenüber den Decknamen „Germain“ benutzt hatte. In der Literatur wird „Germain“ inzwischen von mehreren Autoren als Jean Bastien-Thiry identifiziert, der kurze Zeit später als Drahtzieher des Attentats von Petit-Clamart am 22. August 1962 bekannt wurde, bei dem de Gaulle ebenfalls unverletzt blieb. Bastien-Thiry wurde nach dem Anschlag von Petit-Clamart gefasst, zum Tode verurteilt und am 11. März 1963 hingerichtet.